# Onychothemis tonkinensis
Onychothemis tonkinensis là loài chuồn chuồn trong họ Libellulidae. Loài này được Martin mô tả khoa học đầu tiên năm 1904. Đây loài loài phổ biến ở châu Á. Hiện có 3 phân loài được công nhận.

## Phân loài
- Onychothemis tonkinensis ceylanica Ris, 1912 (Sri Lanka, Ấn Độ)
- Onychothemis tonkinensis siamensis Fraser, 1932 (Thái Lan, Lào)
- Onychothemis tonkinensis tonkinensis Martin, 1904 (Việt Nam, Thái Lan, Lào, Campuchia[cần dẫn nguồn])